# Polygonum salicifolium
Polygonum salicifolium é uma espécie de planta com flor pertencente à família Polygonaceae. 
A autoridade científica da espécie é Brouss. ex Willd., tendo sido publicada em Enumeratio Plantarum Horti Botanici Berolinensis, . . . 428. 1809.
O seu nome é pulgueira.

## Portugal
Trata-se de uma espécie presente no território português, nomeadamente em Portugal Continental, no Arquipélago dos Açores e no Arquipélago da Madeira.
Em termos de naturalidade é nativa de Portugal Continental e Arquipélago da Madeira e introduzida no arquipélago dos Açores.

## Protecção
Não se encontra protegida por legislação portuguesa ou da Comunidade Europeia.